# City (quotidiano)
City è stato un quotidiano gratuito italiano, edito da RCS MediaGroup.
Il free press ha iniziato le pubblicazioni il 3 settembre 2001 con le edizioni locali di Bari, Bologna, Firenze, Genova, Milano, Roma, Napoli, Torino e Verona. Nel 2009 ha inaugurato un'edizione online comprendente anche un telegiornale in video.
Nel gennaio 2012, RCS MediaGroup, che possiede la società City Italia (per azioni), ha deciso la sospensione della pubblicazione del quotidiano. Il 24 febbraio 2012 è uscito l'ultimo numero, costituito da una carrellata delle più belle e interessanti copertine del giornale.